# Usana demochares
Usana demochares är en insektsart som beskrevs av Ronald Gordon Fennah 1978. Usana demochares ingår i släktet Usana och familjen vedstritar.
Artens utbredningsområde är Vietnam. Inga underarter finns listade i Catalogue of Life.